# Agastache rugosa
La menta coreana (Agastache rugosa (Fisch. et C. A. Mey.) O. Kuntze, 1891), chiamato anche l'issopo coreano, è una pianta erbacea perenne asiatica. Appartiene alla famiglia Lamiaceae.
Cresce in zone ripariali e nei prati di montagna.
È diffusa in Corea, Manciuria, Cina e Siberia orientale.